# 霍珀号驱逐舰
霍珀号驱逐舰（USS Hopper (DDG-70)）是美国海军阿利·伯克级驱逐舰的第二十艘，以美國女性計算機科學家暨海军少将格雷丝·霍珀（Grace Murray Hopper）命名，是少數以女性人物命名的軍艦。
霍珀号驱逐舰于1995年2月23日在缅因州巴斯的巴斯钢铁厂安放龙骨，1996年1月6日下水，1997年9月6日服役，母港为夏威夷州珍珠港。